# Plateosaurus

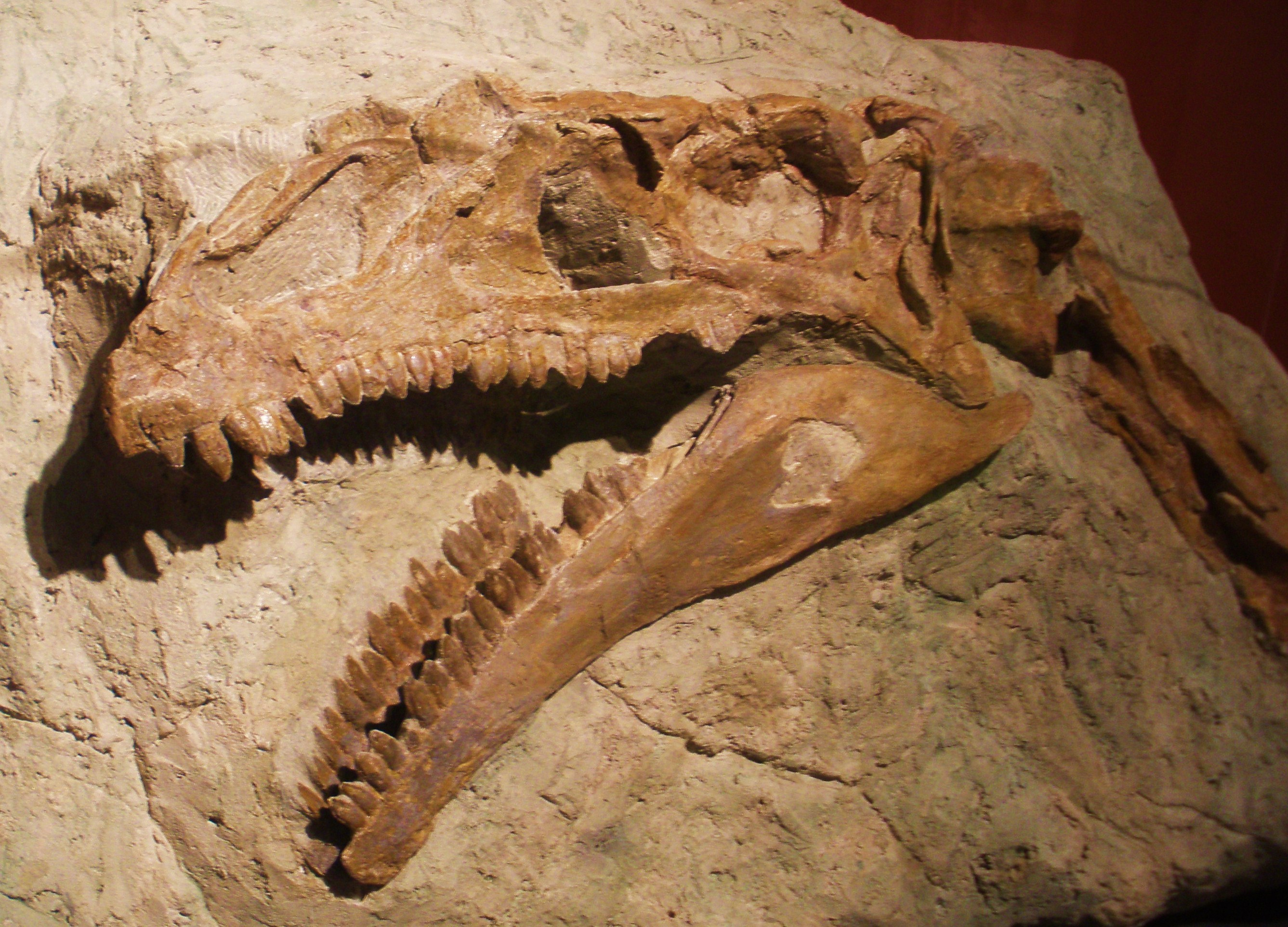

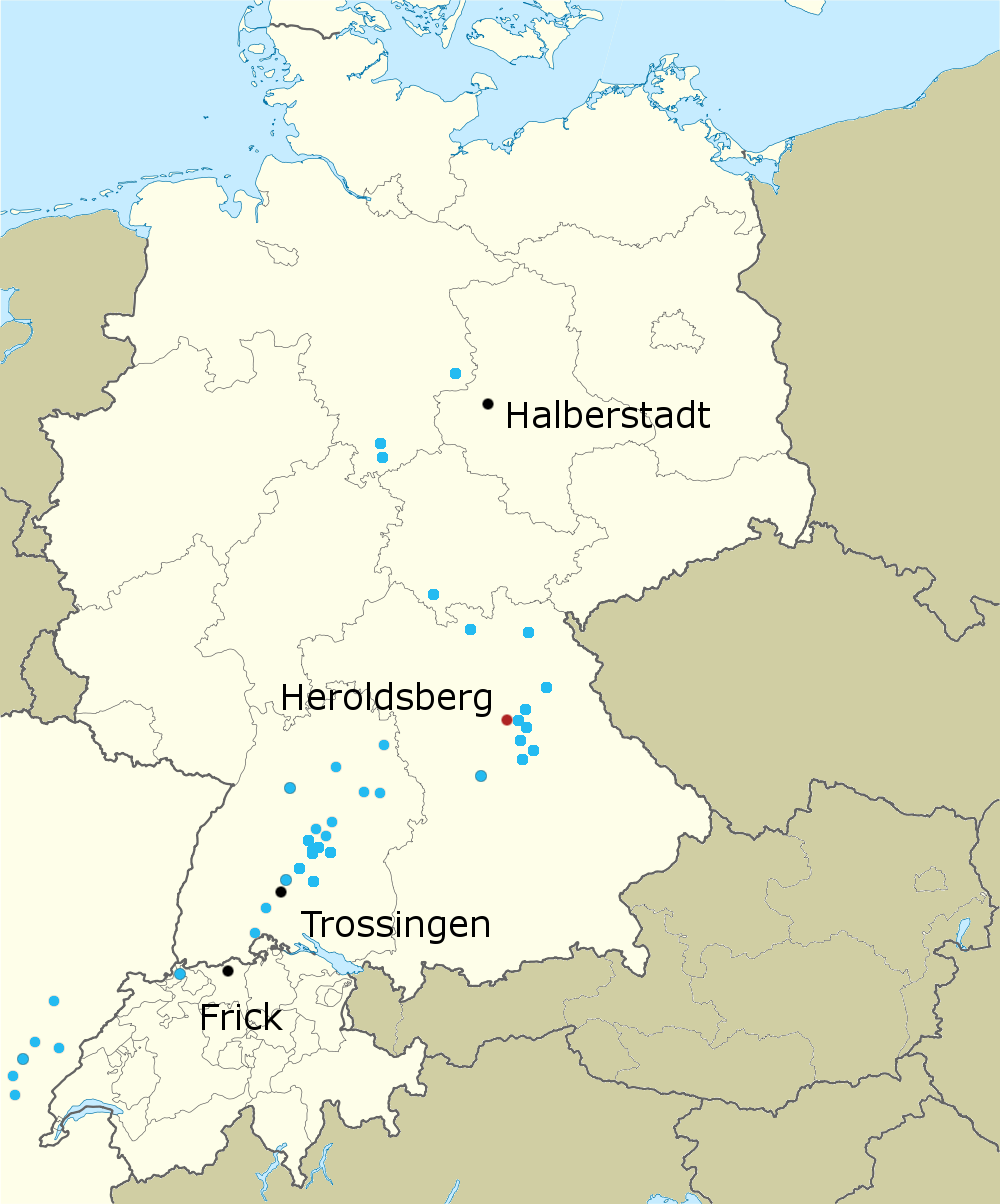

Plateosaurus este cel mai cunoscut dintre dinozauri și printre primii descoperiți, cele dintâi fosile fiind dezgropate de arheologi în anul 1837.  A fost, de asemenea, printre cei mai mari dinozauri din triasic, ajungând la o înălțime adult de 15 metri atunci când stătea pe picioarele din spate. Un adult, probabil,  cântărea aproape de o tonă.